# Olympische Sommerspiele 1924/Leichtathletik – Diskuswurf (Männer)

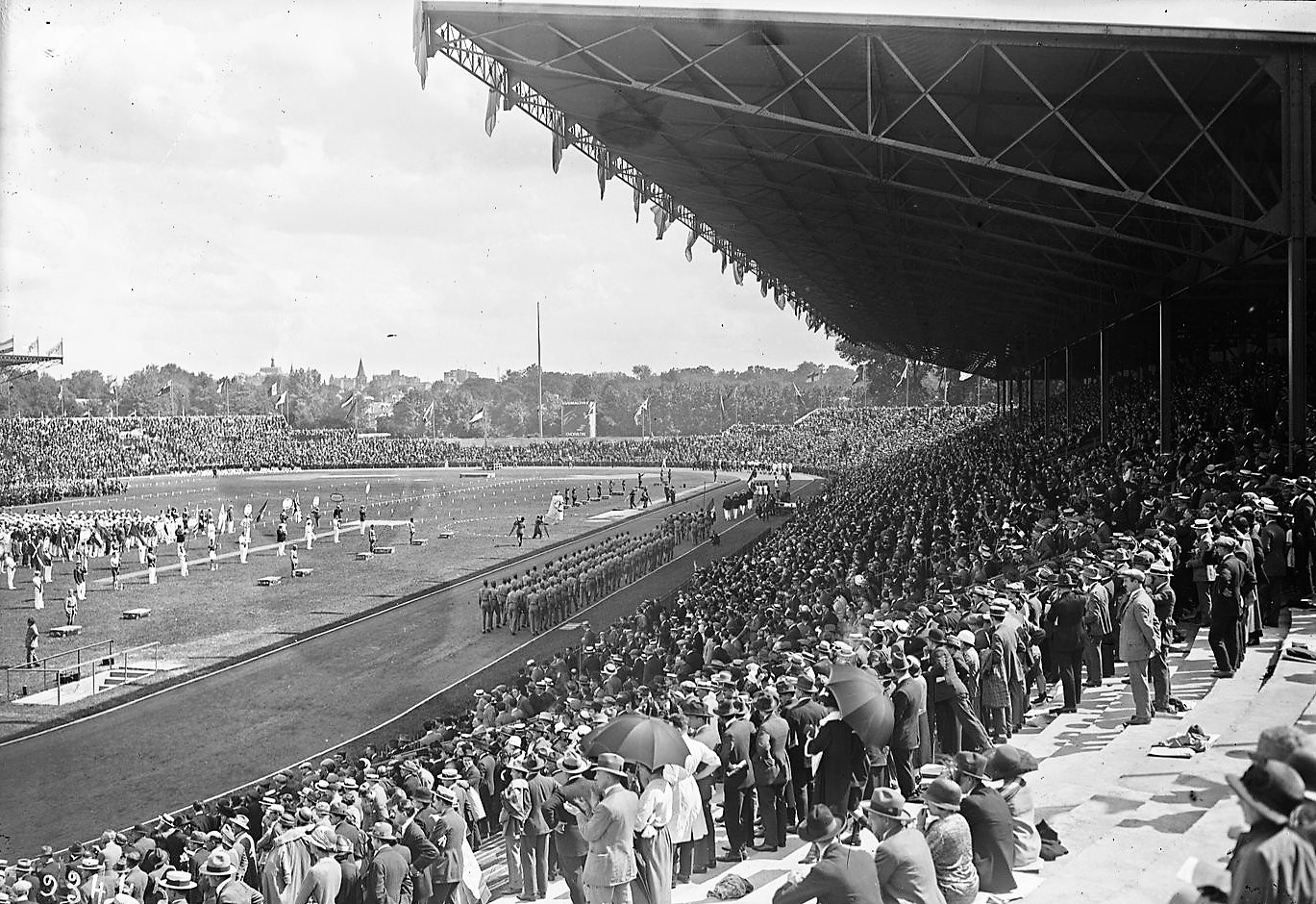
Das Olympiastadion während der Eröffnungszeremonie

Der Diskuswurf der Männer bei den Olympischen Spielen 1924 in Paris wurde am 13. Juli 1924 ausgetragen. 32 Athleten nahmen daran teil.
Der US-amerikanische Olympiasieger im Kugelstoßen Bud Houser siegte auch im Diskuswurf. Die Silbermedaille gewann der Finne Vilho Niittymaa, Bronze ging an den US-Amerikaner Thomas Lieb.

## Rekorde

### Bestehende Rekorde
| WR | 47,58 m | James Duncan ( USA)                      | New York, USA          | 12. Mai 1912  |
| OR | 45,21 m | Armas Taipale ( Großfürstentum Finnland) | OS Stockholm, Schweden | 12. Juli 1912 |

Anmerkung:

Der Wurf des US-Amerikaners Glenn Hartranft auf 48,18 m am 31. Mai 1924 in Cambridge (Massachusetts) (USA) wurde wegen Windunterstützung nicht anerkannt.

### Rekorde
Der US-amerikanische Olympiasieger Bud Houser verbesserte den bestehenden olympischen Rekord im Finale am 13. Juli um 94,5 Zentimeter auf 46,155 m.

## Durchführung des Wettbewerbs
Die Athleten hatten am 13. Juli eine Qualifikationsrunde in drei Gruppen zu absolvieren. Für das Finale, das am selben Tag stattfand, qualifizierten sich die sechs besten Werfer – hellblau unterlegt – aus den drei Gruppen. Dabei gingen die im Vorkampf erzielten Weiten mit in das Endresultat ein,

## Qualifikation
Datum: 13. Juli 1924

### Gruppe 1

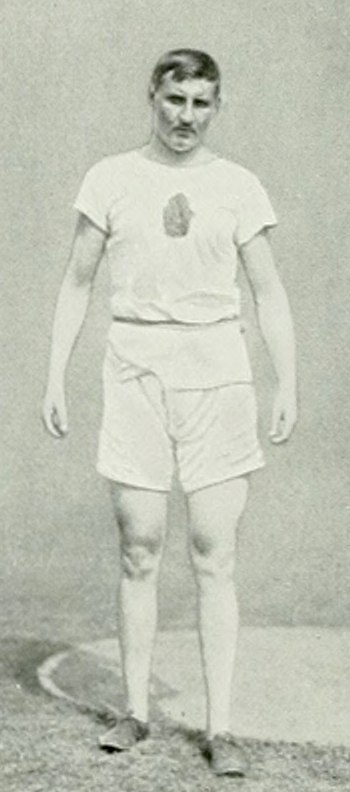
Armas Taipale – 1912 Olympiasieger – ausgeschieden mit 40,22 m in Qualifikationsgruppe 1
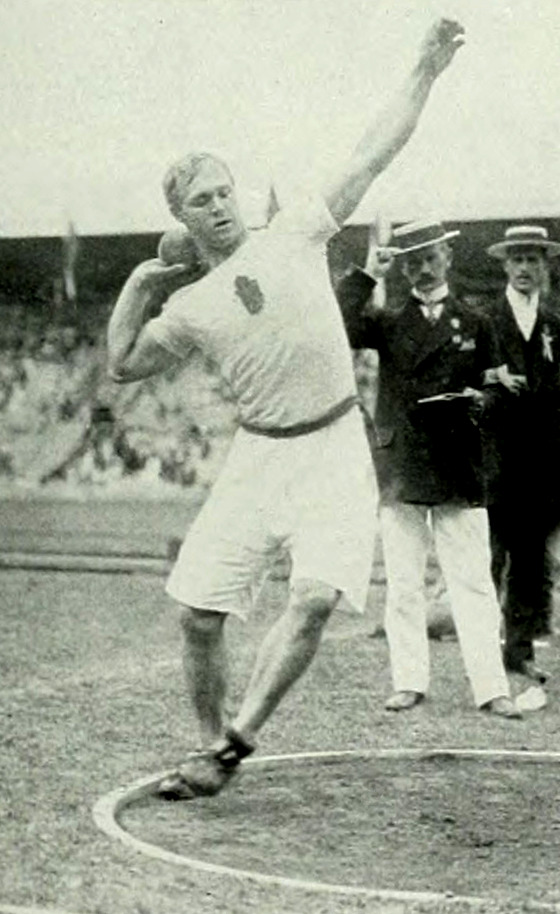
Elmer Niklander – 1920 Olympiasieger – ausgeschieden mit 42,09 m in Qualifikationsgruppe 2

| Platz | Name                | Nation             | Weite    | Anmerkung |
| ----- | ------------------- | ------------------ | -------- | --------- |
| 1     | Thomas Lieb         | USA                | 44,830 m |           |
| 2     | Heikki Malmivirta   | Finnland           | 41,160 m |           |
| 3     | Sándor Toldi        | Ungarn             | 41,090 m |           |
| 4     | Armas Taipale       | Finnland           | 40,215 m |           |
| 5     | Karl Jensen         | Dänemark           | 39,780 m |           |
| 6     | Paul Béranger       | Frankreich         | 38,930 m |           |
| 7     | Camillo Zemi        | Königreich Italien | 37,465 m |           |
| 8     | Veljko Narančić     | Jugoslawien        | 37,350 m |           |
| 9     | Teodors Sukatnieks  | Lettland           | 35,986 m |           |
| 10    | Octávio Zani        | Brasilien          | 35,720 m |           |
| 11    | Otto Garnus         | Schweiz            | 35,160 m |           |
| 12    | António Martins     | Portugal           | 32,400 m |           |
| NM    | Dimitrios Karabatis | Griechenland       | ogV      |           |

### Gruppe 2

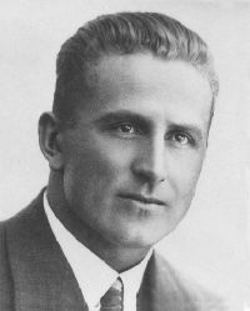
Gustav Kalkun – ausgeschieden mit 38,46 m in Qualifikationsgruppe 2
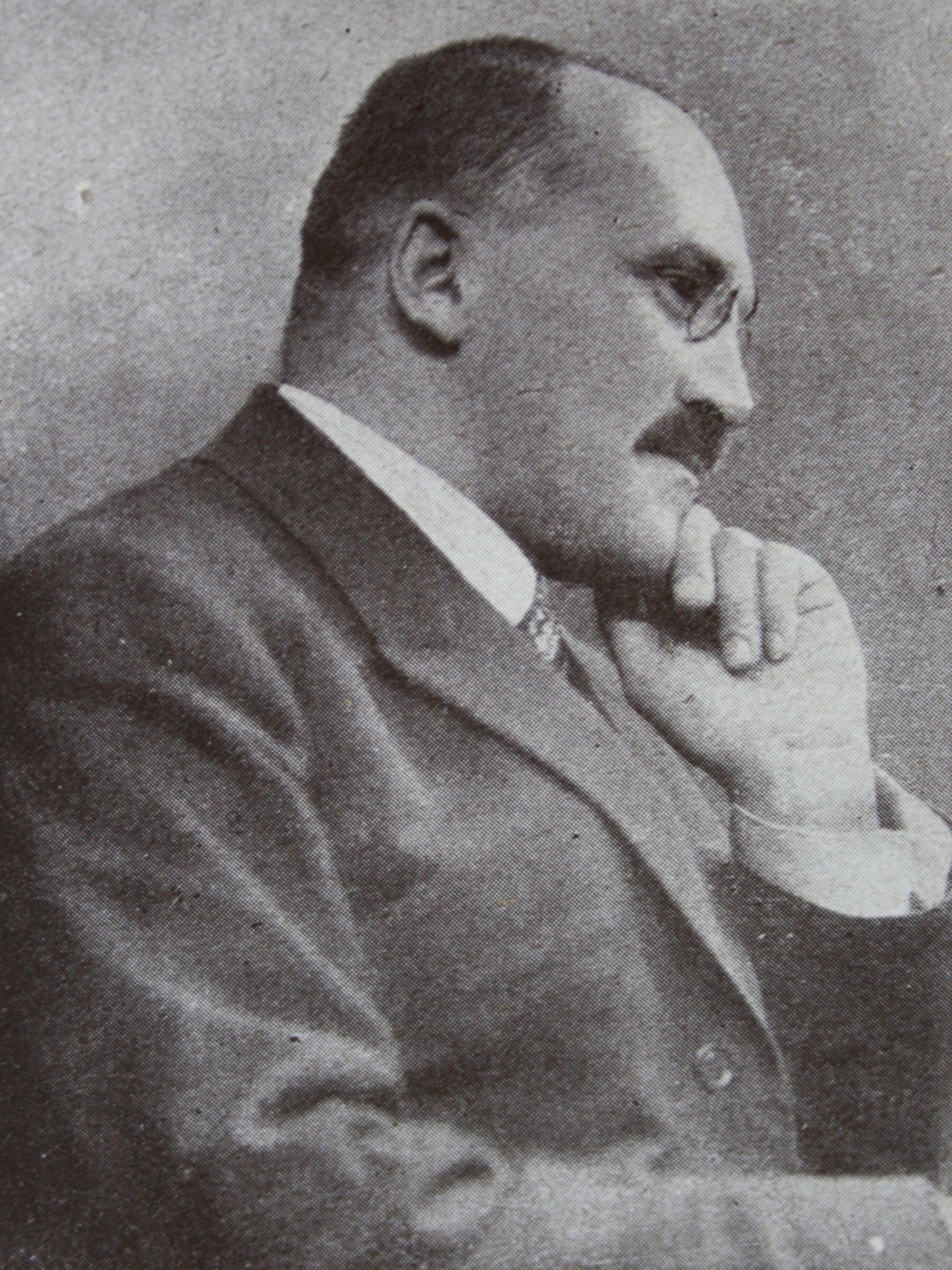
František Janda-Suk – mit 46 Jahren der mit Abstand älteste Teilnehmer – ausgeschieden mit 34,08 m in Qualifikationsgruppe 2

| Platz | Name                   | Nation             | Weite    | Anmerkung |
| ----- | ---------------------- | ------------------ | -------- | --------- |
| 1     | Gus Pope               | USA                | 44,420 m |           |
| 2     | Glenn Hartranft        | USA                | 42,490 m |           |
| 3     | Elmer Niklander        | Finnland           | 42,090 m |           |
| 4     | Kálmán Marvalits       | Ungarn             | 40,820 m |           |
| 5     | Gustav Kalkun          | Estland            | 38,460 m |           |
| 6     | Werner Nüesch          | Schweiz            | 38,205 m |           |
| 7     | José Galimberti        | Brasilien          | 36,520 m |           |
| 8     | Albino Pighi           | Königreich Italien | 34,985 m |           |
| 9     | Gabino Lizarza         | Spanien            | 34,200 m |           |
| 10    | František Janda-Suk    | Tschechoslowakei   | 34,080 m |           |
| 11    | Georgios Zacharopoulos | Griechenland       | 34,020 m |           |

### Gruppe 3

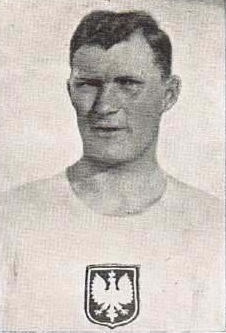
Sławosz Szydłowski – ausgeschieden mit 35,71 m in Qualifikationsgruppe 3

| Platz | Name               | Nation             | Weite    | Anmerkung |
| ----- | ------------------ | ------------------ | -------- | --------- |
| 1     | Bud Houser         | USA                | 46,155 m | OR        |
| 2     | Vilho Niittymaa    | Finnland           | 44,950 m |           |
| 3     | Ketil Askildt      | Norwegen           | 43,405 m |           |
| 4     | Paddy Bermingham   | Irischer Freistaat | 40,420 m |           |
| 5     | Daniel Pierre      | Frankreich         | 37,015 m |           |
| 6     | Arvīds Ķibilds     | Lettland           | 35,790 m |           |
| 7     | Sławosz Szydłowski | Polen              | 35,710 m |           |
| 8     | Armando Poggioli   | Königreich Italien | 35,290 m |           |

## Finale
Datum: 13. Juli 1924
| Platz | Name            | Nation   | Resultat    | Qualifikationsweite | Finalweite                   |
| ----- | --------------- | -------- | ----------- | ------------------- | ---------------------------- |
| 1     | Bud Houser      | USA      | 46,155 m OR | 46,155 m            | keine Verbesserung im Finale |
| 2     | Vilho Niittymaa | Finnland | 44,950 m    | 44,950 m            | keine Verbesserung im Finale |
| 3     | Thomas Lieb     | USA      | 44,830 m    | 44,830 m            | keine Verbesserung im Finale |
| 4     | Gus Pope        | USA      | 44,420 m    | 44,420 m            | keine Verbesserung im Finale |
| 5     | Ketil Askildt   | Norwegen | 43,410 m    | 43,410 m            | keine Verbesserung im Finale |
| 6     | Glenn Hartranft | USA      | 42,490 m    | 42,490 m            | keine Verbesserung im Finale |

## Endergebnis
| Platz | Name                   | Nation             | Resultat    |
| ----- | ---------------------- | ------------------ | ----------- |
| 01    | Bud Houser             | USA                | 46,155 m OR |
| 02    | Vilho Niittymaa        | Finnland           | 44,950 m    |
| 03    | Thomas Lieb            | USA                | 44,830 m    |
| 04    | Gus Pope               | USA                | 44,420 m    |
| 05    | Ketil Askildt          | Norwegen           | 43,410 m    |
| 06    | Glenn Hartranft        | USA                | 42,490 m    |
| 07    | Elmer Niklander        | Finnland           | 42,090 m    |
| 08    | Heikki Malmivirta      | Finnland           | 41,160 m    |
| 09    | Sándor Toldi           | Ungarn             | 41,090 m    |
| 10    | Kálmán Marvalits       | Ungarn             | 40,820 m    |
| 11    | Paddy Bermingham       | Irischer Freistaat | 40,420 m    |
| 12    | Armas Taipale          | Finnland           | 40,215 m    |
| 13    | Karl Jensen            | Dänemark           | 39,780 m    |
| 14    | Paul Béranger          | Frankreich         | 38,930 m    |
| 15    | Gustav Kalkun          | Estland            | 38,460 m    |
| 16    | Werner Nüesch          | Schweiz            | 38,205 m    |
| 17    | Camillo Zemi           | Königreich Italien | 37,465 m    |
| 18    | Veljko Narančić        | Jugoslawien        | 37,350 m    |
| 19    | Daniel Pierre          | Frankreich         | 37,015 m    |
| 20    | José Galimberti        | Brasilien          | 36,520 m    |
| 21    | Teodors Sukatnieks     | Lettland           | 35,986 m    |
| 22    | Arvīds Ķibilds         | Lettland           | 35,790 m    |
| 23    | Octávio Zani           | Brasilien          | 35,720 m    |
| 24    | Sławosz Szydłowski     | Polen              | 35,710 m    |
| 25    | Armando Poggioli       | Königreich Italien | 35,290 m    |
| 26    | Otto Garnus            | Schweiz            | 35,160 m    |
| 27    | Albino Pighi           | Königreich Italien | 34,985 m    |
| 28    | Gabino Lizarza         | Spanien            | 34,200 m    |
| 29    | František Janda-Suk    | Tschechoslowakei   | 34,080 m    |
| 30    | Georgios Zacharopoulos | Griechenland       | 34,020 m    |
| 31    | António Martins        | Portugal           | 32,400 m    |
| NM    | Dimitrios Karabatis    | Griechenland       | 000ogV      |

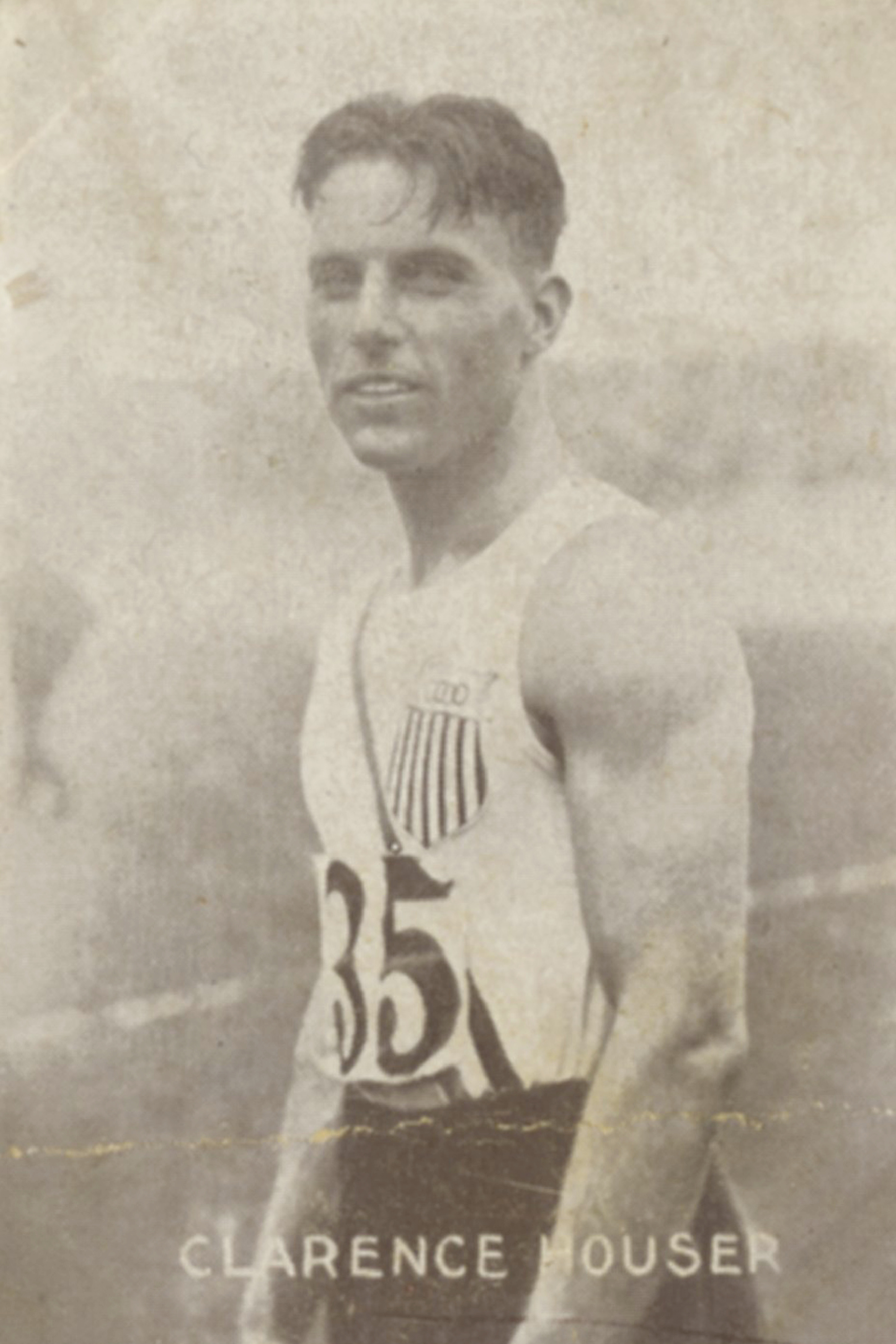
Bud Houser errang nach Gold im Kugelstoßen auch den Sieg im Diskuswurf (hier auf einer Sammelkarte aus dem Jahr 1930)

Im Finale trafen vier US-Amerikaner auf einen Finnen und einen Norweger. Niemand konnte hier die in der Qualifikation erzielte Weite verbessern.
Die beiden finnischen Olympiasieger vergangener Jahre Armas Taipale – 1912 – und Elmer Niklander – 1920 – schieden bereits in der Qualifikation aus. Sie erreichten nicht mehr das Niveau ihrer besten Zeiten. Aber sie hatten würdige Nachfolger. Der US-Amerikaner Gus Pope dagegen, Bronzemedaillengewinner von 1920, kam immerhin noch auf den vierten Platz. Sein Landsmann Bud Houser, der mit vollem Namen eigentlich Lemuel Clarence Houser hieß, stellte bei seinem Diskuswurfolympiasieg mit 46,155 m einen neuen olympischen Rekord auf. Im Kugelstoßen hatte er fünf Tage zuvor bereits Gold gewonnen. Der Finne Vilho Niittymaa und der US-AmerikanerThomas Lieb blieben als Zweiter und Dritter nur knapp unter der 45-Meter-Marke.

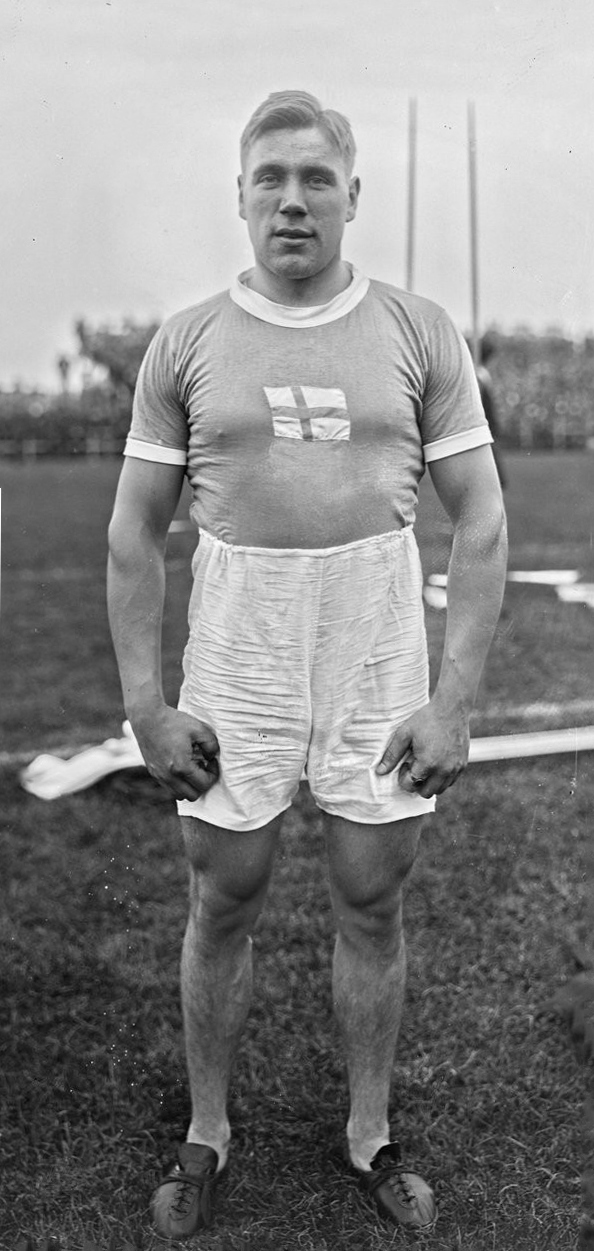
Silbermedaillengewinner Vilho Niitymaa
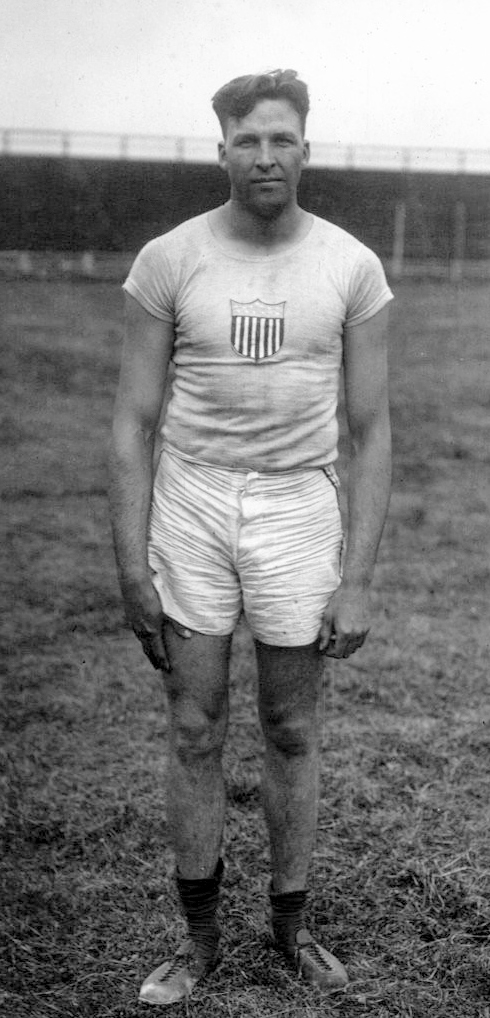
Gus Pope – 1920 Bronze und hier auf Platz vier
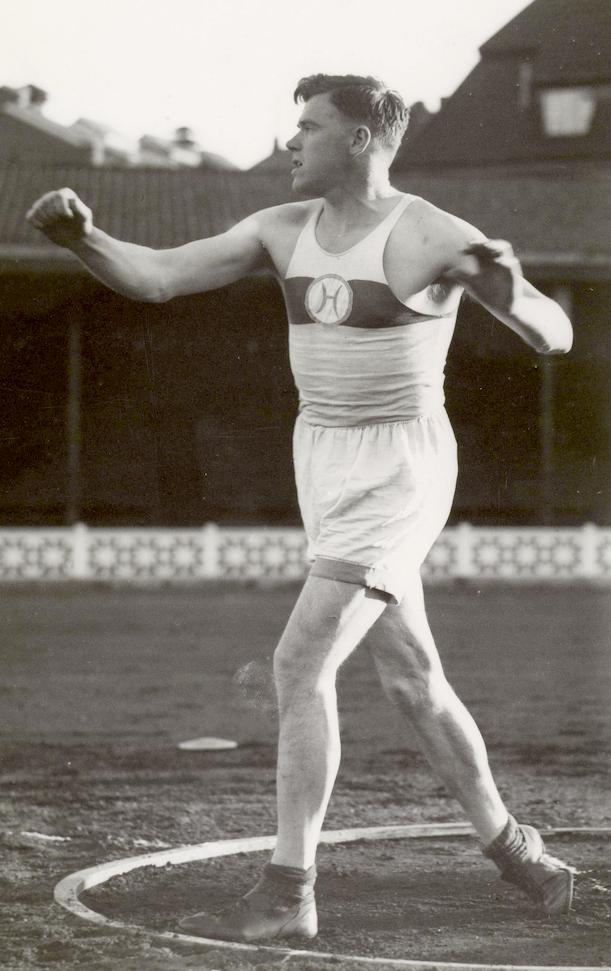
Ketil Askildt belegte Platz fünf (Aufnahme von 1933)

## Video
- The Olympic Games in Paris, 1924 (1925 Documentary), youtube.com, Bereich: 45:20 min bis 47:20 min, abgerufen am 6. Juni 2021